# Nécrophone

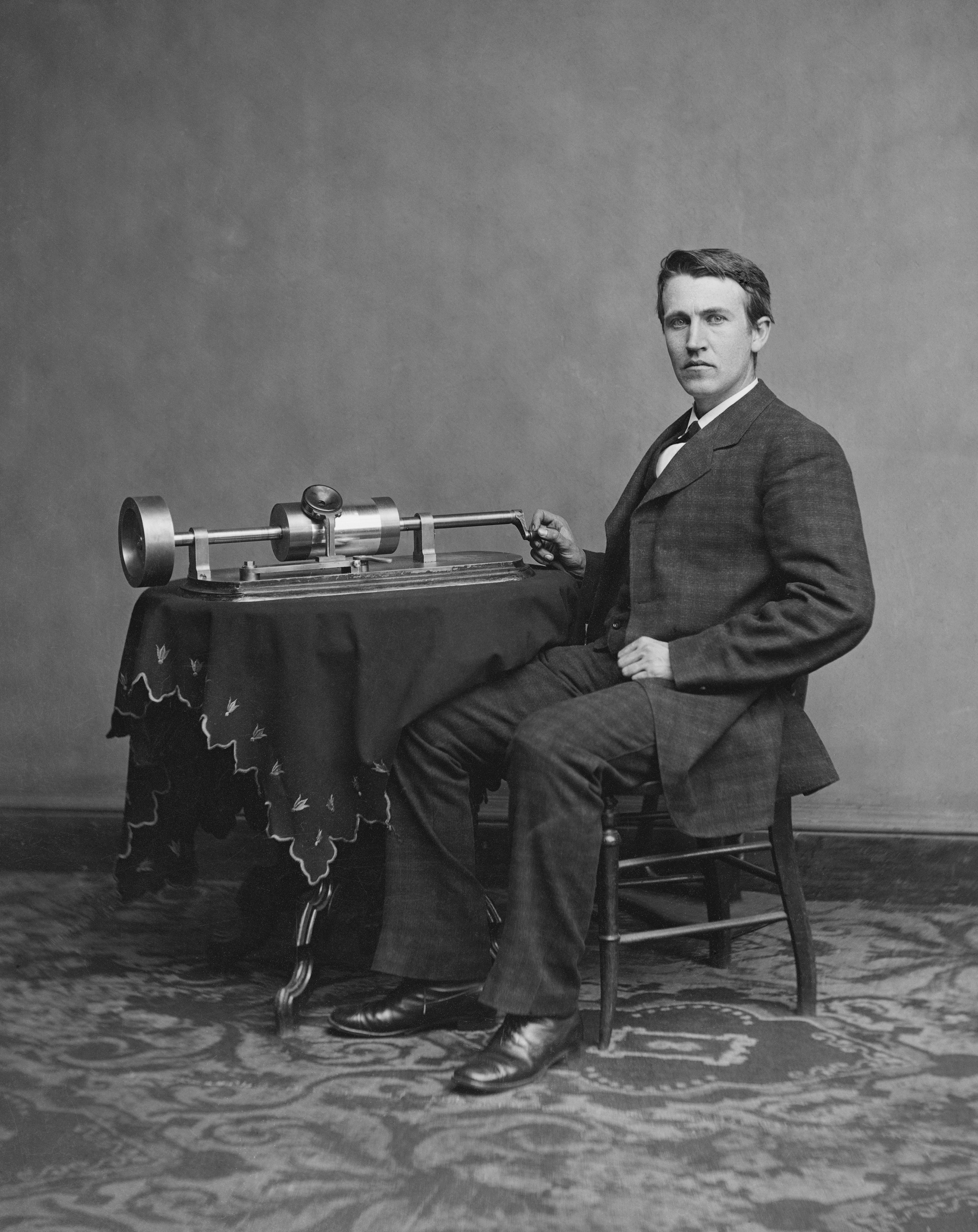
Thomas Edison et son phonographe en 1878

Le nécrophone ou appareil nécrophonique (spirit phone en anglais) est un projet d'invention du scientifique et industriel américain Thomas Edison. 
Cet appareil était censé permettre de communiquer avec les morts, en enregistrant leur voix et leurs sons. Ce projet d'appareil n'est pas toutefois directement nommé par Edison sous cette appellation, mais par le philosophe français Philippe Baudoin, réalisateur de l'émission quotidienne La Grande Table sur France Culture.

## Origine du projet
En 1878, Thomas Edison rencontre Henry Olcott et Helena Blavatsky, fondateurs, à New York, en 1875, de la Société théosophique, une association internationale prônant la renaissance du « principe théosophique ancien » selon lequel toutes les religions et philosophies possèdent un aspect d'une vérité plus universelle et dont un des buts est d'« étudier les lois inexpliquées de la nature et les pouvoirs latents dans l'homme » tout en prônant que « l'âme de l'homme est immortelle ». 
Edison adhère aux idées théosophiques en avril 1878 en raison de son intérêt personnel pour les forces occultes et son désir de les détecter.

## Principes de fonctionnement
Dans un article paru en 1920 dans The American Magazine, Thomas Edison se déclare convaincu que les scientifiques sont plus aptes et capables pour parvenir à communiquer avec le monde des esprits. Il déclare notamment dans ce journal :
«  Il existe deux ou trois types d'appareils qui devraient rendre la communication plus simple. Je suis actuellement engagé dans la construction de l'un de ces appareils. »
Il reste cependant très évasif sur la nature exacte de son appareil.
Toutefois, l'inventeur américain se base sur une conception personnelle du fonctionnement du cerveau humain. Selon lui, le corps des êtres vivants serait constitué d'une myriade d'unités de vies minuscules (la théorie cellulaire a été formulée pour la première fois en 1839 par le botaniste allemand Matthias Jakob Schleiden et l'histologiste allemand Theodor Schwann) et que certaines évolueraient dans certaines zones du cerveau afin de constituer l'âme de l'individu. Toujours selon Edison, celle-ci resterait intacte au moment du décès de la personne. Afin d'entrer en contact avec cette zone supposée être le siège de l'âme, l'inventeur américain préconise d'inventer un microscope spécifique. Cette zone qu'il estime se situer vers l'aire de Broca serait donc, elle aussi, composée de ces minuscules entités avec lesquelles on pourrait entrer en contact selon un système évoquant le phonographe, mais Edison ne va pas plus loin dans l'idée et l'invention reste inachevée .
Thomas Edison en évoque le principe dans le dernier chapitre dénommé « Le Royaume de l'Au-delà », de son livre de mémoires, lui-même dénommé Mémoires et Observations, paru pour la première fois en 1948. Une sorte de pacte est d'ailleurs intervenu entre Edison et son assistant, William Walter Dinwiddie, selon lequel le premier des deux qui viendrait à décéder s'engage à tenter d'envoyer un message au survivant.

## Annexes

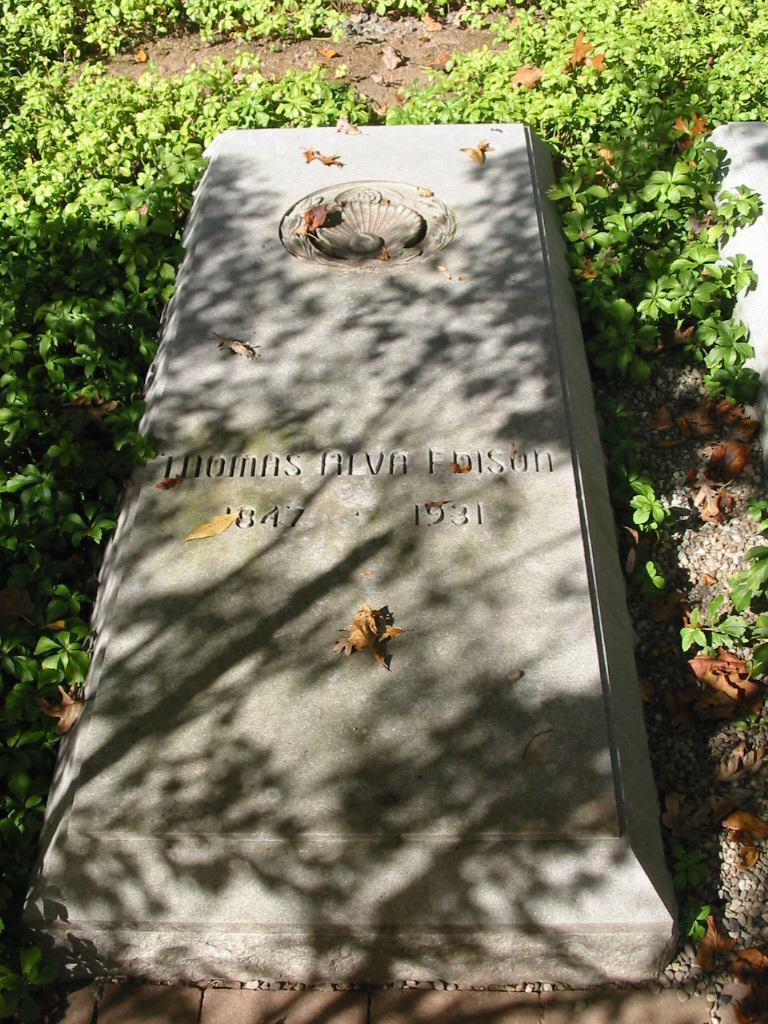
Tombe de Thomas Edison